# Quảng Nam
Quảng Nam ist eine Provinz von Vietnam. An die Provinz grenzt im Osten das Südchinesische Meer.

## Bezirke
Quảng Nam gliedert sich in die Provinzstädte (thành phố trực thuộc tỉnh) Tam Kỳ (Hauptstadt) und Hội An sowie in sechzehn Landkreise (huyện):
- Bắc Trà My
- Duy Xuyên
- Đại Lộc
- Điện Bàn
- Đông Giang
- Hiệp Đức
- Nam Giang
- Nam Trà My
- Nông Sơn
- Núi Thành
- Phú Ninh
- Phước Sơn
- Quế Sơn
- Tây Giang
- Thăng Bình
- Tiên Phước